# ニューオータニ美術館
ニューオータニ美術館（ニューオータニびじゅつかん）は、東京都千代田区紀尾井町にあった私立美術館である。
1991年、ホテルニューオータニに新しいビル棟「ガーデンコート」が建設されたのを機に、文化的機能の充実と社会還元を目的とし、同ビル6階（ロビィ階）に開館された。
同ホテルの創業者大谷米太郎が収集した肉筆浮世絵などを随時展示している。
2014年3月23日をもって休館。跡地には2017年7月にマリー・ローランサン美術館がオープンしたが、2019年1月14日をもって閉館した。

## コレクション
- フランス近現代絵画
- 日本画
- 肉筆浮世絵
- 池大雅『洞庭赤壁図巻』（重要文化財） - 現京都国立博物館所蔵[2]

## 美術館設備
ガーデンコート 6階
- 総面積：722m2
  - エントランスホール：98m2
  - 展示室：281m2
  - 大谷記念室：102m2
  - 収蔵庫：94m2
  - 事務室：91m2
  - 会議室：13m2
  - 館長室：13m2
  - 機械室：30m2

## アクセス
- 電車
  - 東京メトロ銀座線（赤坂見附駅D紀尾井町口・徒歩3分）
  - 東京メトロ丸ノ内線（赤坂見附駅D紀尾井町口・徒歩3分）（四ツ谷駅赤坂口・ 徒歩8分）
  - 東京メトロ半蔵門線（永田町駅7番口・徒歩3分）
  - 東京メトロ南北線（永田町駅9a番口・徒歩8分）（四ツ谷駅麹町口・赤坂口、徒歩8分）
  - 東京メトロ有楽町線 麹町駅 麹町口 徒歩6分
  - JR中央線（四ツ谷駅麹町口・赤坂口、徒歩8分）
  - JR総武線（四ツ谷駅麹町口・赤坂口、徒歩8分）

（ニューオータニガーデンコート6F）